# Arthur Blomfield
Sir Arthur Blomfield ARA FRIBA (6 mars 1829-30 octobre 1899) est un architecte anglais. Il devient président de l'Architectural Association en 1861 ; Fellow du Royal Institute of British Architects en 1867 et vice-président du RIBA en 1886.

## Biographie

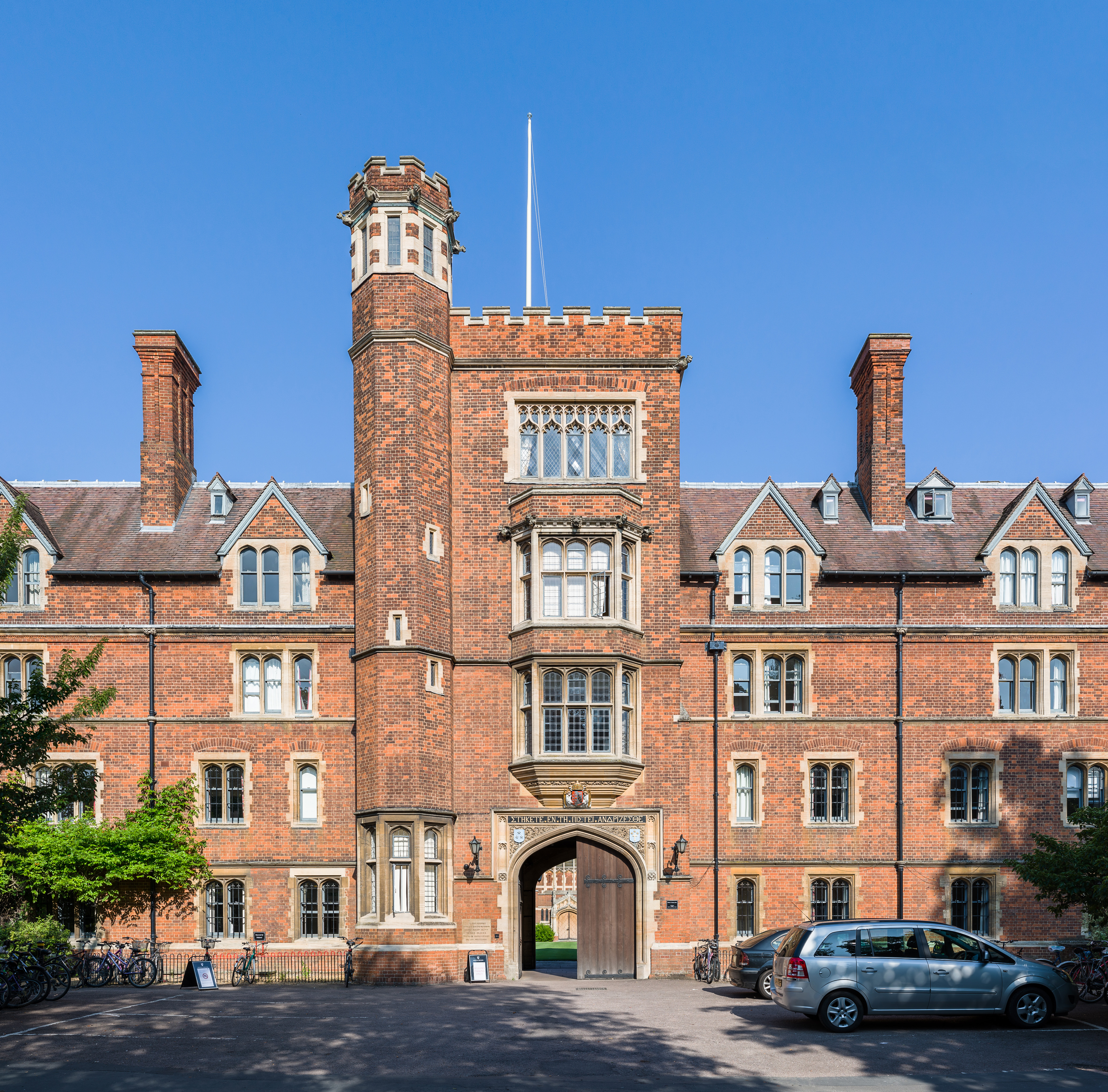
Collège Selwyn, Cambridge

Il est le neuvième fils de Charles James Blomfield, évêque anglican de Londres, qui lance un programme de construction de nouvelles églises dans la capitale. Né à Fulham Palace, Arthur Blomfield fait ses études à Rugby School et au Trinity College de Cambridge. Il est ensuite stagiaire en tant qu'architecte auprès de Philip Charles Hardwick, et obtient ensuite obtenu une grande pratique à son compte.
Le jeune Thomas Hardy rejoint le cabinet de Blomfield en tant qu'architecte assistant en avril 1862, et l'écrivain reste ami avec Blomfield. Il devient président de l'Architectural Association en 1861 ; membre du Royal Institute of British Architects en 1867 (proposé par George Gilbert Scott, H. Brandon et JP Seddon); et vice-président du RIBA en 1886. En 1889, il est anobli. Il reçoit la médaille d'or royale en 1891.
Il est marié deux fois. Sa seconde épouse, Sara Blomfield, est auteure et humanitaire . Deux de ses filles, Mary Esther et Ellinor Blomfield, sont des partisans du mouvement des suffragettes et font une représentation célèbre auprès du roi. Deux de ses fils, Charles James et Arthur Conran Blomfield, deviennent architectes. Son neveu, Sir Reginald Blomfield, apprenti sous ses ordres, a ensuite conçu de nombreux bâtiments, travaux publics et sculptures, dont la Croix du Sacrifice ou Croix de guerre, pour la Commission des sépultures de guerre du Commonwealth. Ceux-ci se trouvent dans les cimetières du Commonwealth dans de nombreux pays.

## Travaux majeurs

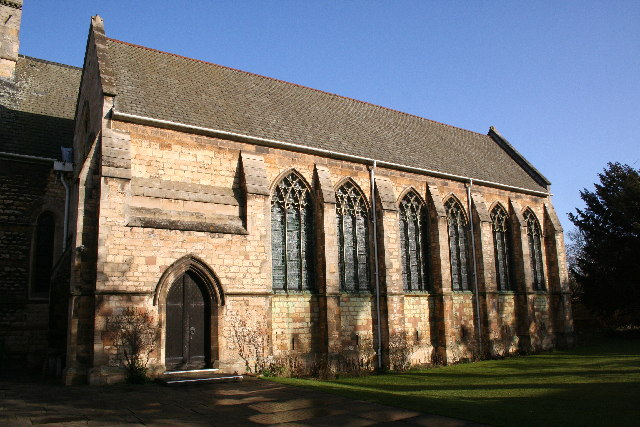
Saint Pierre à Eastgate, Lincoln. Remplacement d'une église médiévale, St Peter's est l'œuvre combinée de trois architectes : la nef et le chœur de Sir Arthur Blomfield (1870), le bas-côté sud de Temple Moore (1914) et la décoration du chœur de George Frederick Bodley (1884).

En 1882, Blomfield conçoit le Royal College of Music de Londres. En 1887, il devient architecte de la Banque d'Angleterre et, en association avec Arthur Edmund Street, le fils de l'architecte George Edmund Street, conçoit la succursale du palais de justice de la Banque d'Angleterre à Fleet Street (aujourd'hui le pub The Old Bank of England).

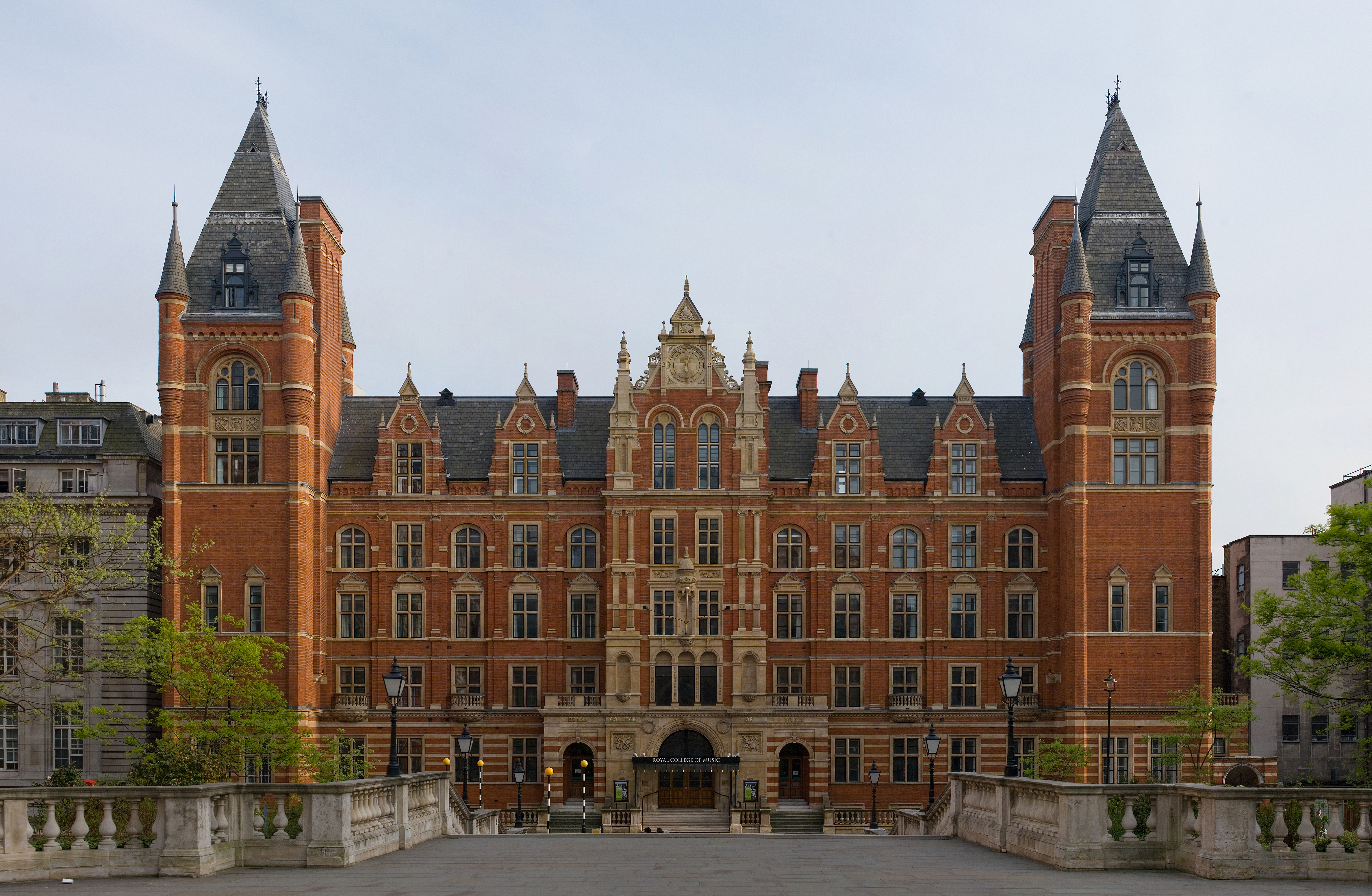
Le Royal College of Music de Londres, conçu par Sir Arthur Blomfield

En 1890-1897, il reconstruit la nef de l'église paroissiale Saint-Sauveur, Southwark (aujourd'hui la cathédrale de Southwark), remplaçant une reconstruction antérieure de 1839-1840. C'est un exemple notable de son utilisation d'un style néogothique. Il est hautement considéré comme un restaurateur. Un porte-parole de la Société pour la protection des bâtiments anciens déclare à propos de sa restauration en 1898 de la flèche de la cathédrale de Salisbury « conduite de la manière la plus conservatrice possible. . . Je suis convaincu que toute personne qui a eu le privilège de voir le travail qui est en train de se faire... ne refuserait pas ses souscriptions même s'il était un anti-restaurateur aussi ardent que votre obéissant serviteur. »
En 1899, il achève la cathédrale Saint-George à Georgetown, en Guyane, qui est la plus haute église en bois du monde jusqu'en 2003, date à laquelle le monastère Peri près de Săpânța, dans le nord de la Roumanie, est achevé.